# Joel Santana
Joel Santana (Rio de Janeiro, 25 december 1948) is een Braziliaans voetbaltrainer.
Vanaf 1981 tot op heden is hij coach geweest bij diverse clubs in Brazilië. Santana was bondscoach van het Zuid-Afrikaans voetbalelftal van 2008 tot 2009. Santana was bondscoach van het Kameroen op de FIFA Confederations Cup 2009.